# Modibo Diakité
Modibo Diakité (* 2. März 1987 in Bourg-la-Reine) ist ein französischer Fußballspieler auf der Position des Innenverteidigers.

## Spielerkarriere
Modibo Diakité begann seine Karriere als Profifußballer 2005 beim italienischen Zweitligisten Pescara Calcio. Dort kam er in der Saison 2005/06 zu seinem ersten Einsatz im Profifußball. Im Sommer 2006 wechselte er zum Erstligisten Lazio Rom. Bei den Römern gab er am 1. April 2007 bei der 2:4-Niederlage gegen Udinese Calcio sein Debüt in der Serie A. 2013 wechselte er nach England zum AFC Sunderland. Im Januar 2014 wurde Diakité für ein halbes Jahr an die AC Florenz ausgeliehen.
Nach Ende der Leihe folgten zahlreiche kurze Stationen. So spielte er bei Deportivo La Coruña, bevor er nach Italien zurückkehrte. Dort spielte er bei Cagliari Calcio, Frosinone Calcio und Sampdoria Genua. Nach einer Zeit als vereinsloser Spieler war er bei Ternana Calcio und wechselte im Oktober 2017 zum FC Bari 1908. Im Sommer 2018 kehrte er nach Terni zurück.

## Erfolge
- Italienischer Pokalsieger: 2008/09, 2012/13